# Eco.mont – Journal on Protected Mountain Areas Research and Management
eco.mont – Journal on Protected Mountain Areas Research and Management es una revista científica interdisciplinaria revisada por pares, publica también informes (no revisados por pares), sobre informe de gestión.  De periodicidad semestralmente desde 2009 por el Instituto de Investigación Interdisciplinaria de Montaña de la Academia de Ciencias de Austria en Innsbruck, que reúne artículos sobre áreas protegidas en regiones de montaña. Desde 2015 se aplica el modelo open access a todas las contribuciones.
eco.mont se centra en las áreas de investigación de la Biología, Geografía y Ecología, entre otros. Los enfoques regionales son los Alpes y otras áreas de montaña en Europa y a nivel global. Actualmente, eco.mont está incluido en la base de datos Web of Science (SCIE) y en Scopus. En 2017 el factor de impacto era 0,656. La revista se encuentra en el DOAJ. El DOI de la revista es doi.org/10.1553/eco.mont .